# Lasiodora brevibulba
Lasiodora brevibulba é uma espécie de aranha pertencente à família Theraphosidae (tarântulas).